# Wilhelm Eduard Schmid
Pour les articles homonymes, voir Wilhelm Schmid et Schmid.
Wilhelm Eduard Schmid, né le 2 avril 1893 à Weilheim et mort le 30 juin 1934  à Munich, est un critique musical allemand. Confondu avec Ludwig Schmitt (de), proche d'Otto Strasser, il est exécuté lors de la nuit des Longs Couteaux. Son assassinat fait l'objet d'excuses de Rudolf Hess envers sa veuve le 31 juillet 1934.